# Как Гринч украл Рождество (мультфильм)
Как Гринч украл Рождество (англ. How the Grinch Stole Christmas) — американский рождественский мультфильм 1966 года режиссёра Чака Джонса по мотивам одноимённой сказки Доктора Сьюза. В 1968 году саундтрек к фильму получил премию «Грэмми» в номинации «Лучший альбом для детей».

## Сюжет
Жители сказочного городка Ктограда очень любят праздновать Рождество. Но есть тот, кто ненавидит этот праздник — зелёное существо Гринч. Живёт он на высокой горе с единственным своим другом, псом по кличке Макс. Каждый год рождественские веселье и радость жителей Ктограда вызывало у зелёного отшельника раздражение и злобу. И однажды Гринч решил осуществить коварный замысел — украсть у горожан их любимый праздник Рождество…

## Роли озвучивали
- Борис Карлофф — рассказчик, Гринч
- Джун Форей — Синди Лоу Кто
- Турл Равенскрофт — исполняет песню «You’re a Mean One, Mr. Grinch»
- Дэллас Маккеннон — пёс Макс

## В культуре
Большую популярность приобрела песня «You’re a Mean One, Mr. Grinch» (в мультфильме её поёт Турл Равенскрофт), которую позже исполнялась многими исполнителями, в том числе Джимом Керри в одноимённом фильме, а также панк-рок группой Misfits.

## Команда
- Аниматоры — Кен Харрис, Ллойд Вонган, Ричард Томпсон, Дон Тоусли, Том Рэй, Фил Роман
- Лейаут — Оскар Дуфао, Дон Морган
- Декораторы — Филип Дегард, Боб Инман, Хэл Ашмид
- Оператор — Ник Вейс
- Монтаж — Джон Йонг
- Графика — Дон Фостер
- Композитор — Альберт Хэгуэ, Юджин Поддани
- Художник-постановщик — Морис Нобл
- Исполнитель производства — Лес Голдман
- Управляющий производством — Эрл Джонас
- Сценарист — Доктор Сьюз, Боб Огл, Ирв Спектор
- Продюсер — Чак Джонс, Доктор Сьюз
- Режиссёр — Чак Джонс

## Саундтрек
Саундтрек к фильму выпущен в 1966 году под лейблами «Leo The Lion Records» и «WaterTower Music».

### Список композиций
| Номер | Название трека                          |
| ----- | --------------------------------------- |
| A1    | How The Grinch Stole Christmas          |
| A2    | Trim Up The Tree                        |
| A3    | Welcome Christmas                       |
| B1    | How The Grinch Stole Christmas (Part 2) |
| B2    | You’re A Mean One, Mr. Grinch           |
| B3    | Trim Up The Tree                        |
| B4    | Welcome Christmas                       |

## Критика
Критик Рик Дю Броу сравнил мультфильм со многими другими рождественскими спецвыпусками того времени, сказав, что он «наверное, так же хорош, как и большинство других праздничных мультфильмов».Критик Ван Дикам обратил внимание на тот факт, что при всех ценностях США, которые освещены в фильме, действия происходят в вымышленной стране с коммунистическим вектором развития на что указывает в первую очередь оформление рождественского дерева.
Сайт Rotten Tomatoes, который дал мультфильму 100% рейтинг одобрения, заявил: «Как Гринч украл Рождество» приносит впечатляющий набор талантов для экранизации классической праздничной истории, которая по праву стала собственной рождественской традицией». Специальный выпуск по-прежнему популярен в Рейтинге Нильсена, а его выхода в эфир в 2010 году (последний из многих раз, когда он транслировался в этом году) выиграл свой временной интервал среди людей от 18 до 49 и занял второе место по общему количеству зрителей. «TV Guide» поставил мультфильм на первое место в своём списке 10 лучших спецвыпусков для семейного отдыха. «Fatherly» включил мультфильм в свой список 100 лучших фильмов для семейного просмотра, широко доступных для публики, один из двух фильмов, снятых для телевидения (второй — «Рождество Чарли Брауна»).

## Приквел и продолжение
Телевизионный выпуск под названием «Хэллоуин — ночь Гринча», созданный DePatie-Freleng Enterprises, был показан на ABC в 1977 году, через одиннадцать лет после рождественского выпуска. В этом специальном выпуске рассказывается история о Гринче, который каждый Хэллоуин преследует ктошек. Хотя он был менее успешным, чем оригинал, он был удостоен Эмми. Более поздний мультфильм «Гринч вставляет Кота в шляпе» (альтернативное название «Кот в шляпе ухмыляется») был показан на канале ABC в 1982 году. был произведен компанией Marvel Productions, которая приобрела DePatie-Freleng в 1981 году.